# Tubmanburg
Tubmanburg, ook wel Bomi en voorheen Vaitown, is de hoofdstad van de county Bomi in Liberia. De plaats ligt in Bomi Hills ten noorden van Monrovia en was een mijndelversplaats (diamant en ijzer) tot het grotendeels verwoest werd tijdens de Eerste Liberiaanse Burgeroorlog. Het is nu het hoofdkwartier van de beweging Liberians United for Reconciliation and Democracy.